# Mariama Bâ

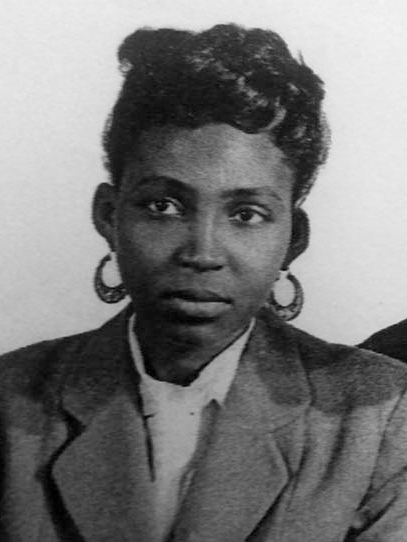
Mariama Bâ (1958)

Mariama Bâ (geboren 17. April 1929 in Dakar, Französisch-Westafrika; gestorben 17. August 1981 in Dakar, Senegal) war eine senegalesische Schriftstellerin. Ihr Buch Ein so langer Brief wird heute zum Kanon der afrikanischen Literatur gezählt. Sie gilt als eine der wichtigsten Stimmen des afrikanischen Feminismus und setzte sich in ihren Werken und ihrem Leben für die Rechte der Frauen im Senegal ein.

## Leben
Bâ wurde in eine islamische Familie der Lébou geboren. Ihre Mutter, Fatou Kiné Gaye, verstarb, als Mariama vier Jahre alt war, woraufhin sie von ihrer Großmutter Yaye Coumba aufgezogen wurde. Aus einer traditionell islamisch geprägten Familie stammend, besuchte sie auf Drängen ihres Vaters eine französische Schule. Ihr Vater, Amadou Bâ, gründete 1946 die separatistische Bewegung Mouvement Autonomiste Africain und wurde später Minister für Gesundheit und Bevölkerung. Er förderte ihre Ausbildung sowohl in französischen als auch in Koranschulen. Anfangs besuchte sie die Mädchenschule von Dakar und plante, Sekretärin zu werden, doch aufgrund ihrer hervorragenden Leistungen bei der Abschlussprüfung wurde sie von der Schulleiterin Berthe Maubert zur Fortsetzung ihrer Ausbildung ermutigt.
1943 wechselte sie an die École normale de Rufisque, eine weiterführende pädagogische Schule in Rufisque, die sie 1947 mit einem Abschluss als Lehrerin verließ. In den folgenden 12 Jahren widmete sie sich ihrem Beruf und unterrichtete Lesen, Schreiben und Mathematik, beantragte dann aus gesundheitlichen Gründen ihre Versetzung in die regionale Schulbehörde und übernahm eine Position als Schulinspektorin.
Geschieden von ihrem Ehemann, dem Abgeordneten Obèye Diop, engagierte sie sich in Frauenvereinigungen und setzte sich mit einer Reihe von Reden und Artikeln in lokalen Zeitungen für Bildung und Frauenrechte ein. Sie war dreimal verheiratet und geschieden – eine Seltenheit für Frauen zu dieser Zeit – und hatte neun Kinder. Bereits 1952 veröffentlichte sie einen Essay über die Ungleichheit der Frauen in einer senegalesischen Zeitschrift, wodurch sie die Macht des geschriebenen Wortes erkannte.
Mariama Bâ war eine engagierte Feministin, die die Gesellschaft kritisch betrachtete und ihre eigenen Erfahrungen in ihren Werken verarbeitete. Sie setzte sich vehement für die Emanzipation der Frauen ein und sprach sich öffentlich gegen die Marginalisierung der Frauen in der senegalesischen Gesellschaft aus. Sie sah es als ihre Pflicht an, die „Fehler einer Gesellschaft“ aufzudecken und wehrte sich gegen den Vorwurf, von ausländischen Ideologien beeinflusst zu sein.
Im Jahr 1981 verstarb sie kurz vor der Veröffentlichung ihres zweiten Romans im Alter von 52 Jahren an Lungenkrebs.

## Wirken
Ihre Romane beschäftigen sich mit den gesellschaftlichen Verhältnissen ihres Umfeldes und den daraus resultierenden Problemen, wie Vielehe, Kastensystem, Unterdrückung der Frauen – in ihrem ersten Roman – oder familiärer Widerstand und Kulturschock bei interkulturellen Ehen – in ihrem zweiten Roman. Ihre Werke thematisieren die Spannungen zwischen traditionellen Werten und dem Streben nach Emanzipation.
Ihr erster Roman Une si longue lettre (Ein so langer Brief) setzt sie sich kritisch mit der Praxis der Polygamie auseinander und reflektiert die Rolle der Frau in der senegalesischen Gesellschaft. Der Roman wird oft als teilweise autobiografisch angesehen, da Bâ selbst ähnliche Erfahrungen in ihrem Leben machte. Der Roman wurde bei seiner Erscheinung 1979 sogleich mit dem Noma-Preis für afrikanische Literatur ausgezeichnet. Der Roman wurde international erfolgreich, in viele Sprachen übersetzt und wird bis heute an westafrikanischen Schulen häufig gelesen. Ein so langer Brief ist ein epistolärer Roman, in dem die Protagonistin Ramatoulaye während ihrer Trauerzeit einen Brief an ihre Freundin Aïssatou schreibt und dabei ihre Lebensgeschichte und die Herausforderungen als Frau in einer patriarchalischen Gesellschaft widerspiegelt. Der Roman wird als Manifest über die weibliche Kondition im Senegal betrachtet und bleibt bis heute aktuell.
Ihr zweiter Roman Un chant écarlate (Ein scharlachrotes Lied) behandelt die Herausforderungen einer interkulturellen Ehe und den daraus resultierenden Kulturschock. Das Buch erzählt die Geschichte von Mireille, einer Französin, und Ousmane, einem Senegalesen, die sich verlieben und heiraten, aber mit den Vorurteilen ihrer Familien und der Gesellschaft konfrontiert werden. Der Roman untersucht Themen wie kulturelle Unterschiede, familiäre Erwartungen und die Verpflichtung, den traditionellen Werten treu zu bleiben. Un chant écarlate bestätigt Bâs Talent, ihr Land aus dem Blickwinkel sozialer Problematiken darzustellen, wie Beziehungen zwischen Gemeinschaften, familiäre Anforderungen, Gewicht der Traditionen, eheliche Beziehungen und weibliche Emanzipation.
Sie wurde als Vorreiterin des senegalesischen Feminismus angesehen, die sich leidenschaftlich für die Rechte der Frauen einsetzte. Neben ihrer schriftstellerischen Tätigkeit gründete sie die feministische Organisation Cercle Fémina und war Mitglied des Soroptimist-Clubs in Dakar, einer Freiwilligengruppe, die sich auf Bildung und Ausbildung für Frauen und Mädchen konzentriert. Obwohl ihre Arbeit feministische Untertöne hat, lehnte Bâ das westliche Label des Feminismus ab und strebte stattdessen eine afrikanische Perspektive von Respekt und Gleichberechtigung zwischen den Geschlechtern an. In ihren Werken kritisierte sie die Vorrangstellung der Traditionen, die Schwere der sozialen Codes und die geringe Freiheit der Frauen, eigene Entscheidungen zu treffen oder ihre Meinung zu äußern. Ihr Feminismus wird als modern und immer noch relevant angesehen.

## Würdigung
Ein öffentlicher Platz in Bene Baraque (Yeumbeul Nord, Département Keur Massar) ist nach ihr benannt, ebenso eine Straße in Ginsheim-Gustavsburg. 1977 benannte der senegalesische Präsident Léopold Sédar Senghor eine Schule auf der Insel Gorée nach ihr: die Maison d’Éducation Mariama Bâ.
Sie wurde in die Anthologie Daughters of Africa aufgenommen, die 1992 von Margaret Busby in London und New York herausgegeben wurde. Ihr Roman Ein so langer Brief wurde von der Columbia University zu einem der 100 besten Bücher über Afrika des 20. Jahrhunderts gewählt.

## Werke
- Une si longue lettre, Roman, 1979 (Ein so langer Brief)
- La fonction politique des littératures africaines écrites, 1981 (Die politische Funktion der schriftlichen afrikanischen Literatur)
- Un chant écarlate, Roman, Les Nouvelles Éditions Africaines, Dakar/Abidjan/Lome 1981
  - deutsch: Der scharlachrote Gesang, aus dem Französischen von Irmgard Rathke, mit einem Nachwort von Ulla Schild, Reihe: Die Frau in der Gesellschaft; Fischer Taschenbuch Verlag, Frankfurt am Main 1984, ISBN 3-596-23746-7.